# Jiangnan sizhu

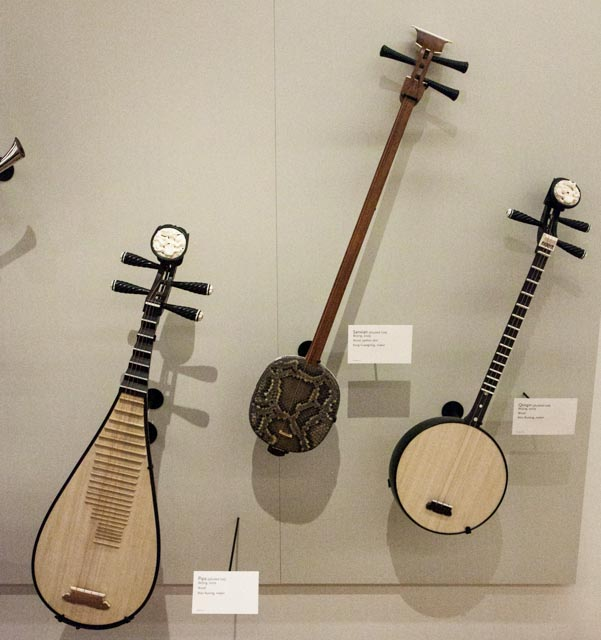
Instruments traditionnels.

Le Jiangnan sizhu (chinois 江南丝竹 ; pinyin Jiāngnán sīzhú) est un genre de musique traditionnelle pratiqué dans la région du Jiangnan, en Chine, et en particulier à Shanghai au moins depuis le début du XXe siècle. C'est d'abord une musique de clubs, d'associations de quartier, qui se réunit dans des lieux variés, en général ouverts au public.
Sizhu signifie littéralement « soies et bambous », désignant par là les instruments à cordes, dont les cordes étaient originellement en soie, et les flûtes, en bambou. La musique est pentatonique, les instruments aux timbres différents jouent la même mélodie en hétérophonie. Le répertoire est organisé autour des "huit grandes pièces" (bada qu 八大曲):
1. Hua Sanliu 花三六 (Huā Sān Liù, "Trois-six orné')
2. Huanle ge 欢乐歌 (Huān Lè Gē, "Chant de la joie")
3. Man Liuban 慢六板 (Màn Liù Bǎn, "Trois battues, lent")
4. Sanliu 三六 (Sān Liù, "Trois-six")
5. Si he ruyi 四合如意 (Sì Hé Rú Yì, "La-sol à votre guise")
6. Xingjie 行街 (Xíng Jiē, "Marcher dans la rue")
7. Yunqing 云庆 (Yún Qìng; "Célébration des nuages")
8. Zhong Hua Liuban 中花六板 (Zhōng Huā Liù Bǎn, "Six battues, modérément ornées'"; également nommé Xunfeng qu 薰风曲 Xūn Fēng Qǔ, "Air du vent chaud") (Witzleben p. 61)

On peut ajouter la version lente de "Trois-six orné", Man Hua Sanliu 花三六 (Màn Huā Sān Liù), appelée joliment Meihua san nong梅花三弄 ("Trois variations sur Fleur de prunus"), les deux titres se prononçant à peu près pareil en shanghaïen.
Les instruments habituellement joués pour ce style de musique sont les suivants : flûtes dizi et xiao, orgue à bouche sheng, vièle erhu, luths sanxian, qinqin et pipa, cithare yangqin et un percussionniste qui joue une clave bangzi 梆子 et une claquette ban 板.